# Euplokamis helicoides
Euplokamis helicoides är en kammanetart som först beskrevs av Ralph och Kaberry 1950.  Euplokamis helicoides ingår i släktet Euplokamis och familjen Euplokamidae. Inga underarter finns listade i Catalogue of Life.